# 한성숙
한성숙(韓聖淑, 1967년 6월 20일)은 대한민국의 관료, 기업인이다.

## 학력
- 이작국민학교 졸업
- 의정부여자중학교 졸업
- 의정부여자고등학교 졸업
- 1989년 숙명여자대학교 영어영문학과 학사 (1985학번)

## 경력
- 2025.07 ~ 제6대 중소벤처기업부 장관
- 2017.03 ~ 2022.02 네이버 대표이사 사장
- 2017.03 ~ 한국인터넷기업협회 회장
- 2015.01 ~ 2017.03 네이버 서비스총괄이사
- 2013.08 ~ 2014.12 네이버 네이버서비스1본부 본부장
- 2012.06 ~ 2013.07 NHN 네이버서비스1본부 본부장
- 2007.05 ~ 2012.05 NHN 검색품질센터 이사
- 1997.02 ~ 2007.01 엠파스 검색사업본부 본부장
- 1996.03 ~ 1997.02 PC라인 기자
- 1994.01 ~ 1994.12 나눔기술 홍보팀 팀장
- 1989.05 ~ 1993.12 민컴 기자